# Thornton-le-Street
Thornton-le-Street – wieś w Anglii, w hrabstwie North Yorkshire, w dystrykcie (unitary authority) North Yorkshire. Leży 40 km na północny zachód od miasta York i 318 km na północ od Londynu.